# Malapterurus thysi
Malapterurus thysi е вид лъчеперка от семейство Malapteruridae. Видът е почти застрашен от изчезване.

## Разпространение
Разпространен е в Кот д'Ивоар.